# Puiatu (Haapsalu)
Koordinaten: 58° 50′ N, 23° 36′ O
Puiatu ist ein Dorf (estnisch küla) in der Stadtgemeinde Haapsalu (bis 2017: Landgemeinde Ridala) im Kreis Lääne in Estland.
Der Ort hat sechzehn Einwohner (Stand 31. Dezember 2011).